# Julian Lloyd Webber
Julian Lloyd Webber (Londres, 14 de abril de 1951) é um dos mais renomados violoncelistas do mundo. Toca um Stradivarius  Barjansky, datado de 1690.

## Biografia
Julian é o segundo filho do compositor William Lloyd Webber e irmão mais novo de Andrew Lloyd Webber. Julian estudou na Faculdade de Música Real, em Londres e completou seus estudos com Pierre Fournier em Gênova em 1973. Ele fez sua estréia profissional no Queen Elizabeth Hall, Londres, em janeiro de 1972, com uma performance do Concerto para Violoncelo de Sir Arthur Bliss.

### Carreira
Lloyd Webber apresentou-se com vários músicos, incluindo Yehudi Menuhin, Lorin Maazel, Neville Marriner, Georg Solti, Esa-Pekka Salonen, Stephane Grappelli, Elton John e Cleo Laine. Lloyd Webber também fez inúmeras gravações, incluindo o Concerto para Cello de Elgar, conduzido por Yehudi Menuhin, que o fez conquistar o Brit Award. Outras gravações foram de: Concerto para Cello de Dvorák (com Václav Neumann e Filarmônica Checa), Variações Rococó de Tchaikovsky (com Sir Neville Marriner), entre outras.
Lloyd Webber também gravou mais de cinquenta estreias de obras, com novas composições de Malcolm Arnold, Joaquín Rodrigo, James MacMillan e Philip Glass. 
Lloyd Webber também está envolvido com educação musical e formou o "Consortium de Educação Musical" com James Galway e Evelyn Glennie, em 2003. Recebeu também muitos doutorados honorários da Faculdade de Música Real.
Julian é casado com Jiaxin Cheng. Ele tem um filho: David, de seu breve casamento com Zohra Mahmoud Ghazi, membro da Família Real Afegã.

## Gravações

### Orquestral
- Frank Bridge Oration (1976)
- Lalo Cello Concerto (1982)
- Delius Cello Concerto (1982)
- Joaquín Rodrigo Concierto Como Un Divertimento (1982)
- Haydn Cello Concertos Nos.1 and 2 (1983)
- Elgar Cello Concerto (1985)
- Victor Herbert Cello Concerto No.2 (1986)
- Arthur Sullivan Cello Concerto (1986)
- Antonín Dvorák Cello Concerto (1988)
- Honegger Cello Concerto (1990)
- Saint-Saëns Cello Concerto No. 1(1990)
- Tchaikovsky Variations on a Rococo Theme(1991)
- Miaskovsky Cello Concerto 1991)
- Gavin Bryars Cello Concerto (1994)
- Benjamin Britten Cello Symphony (1995)
- William Walton Cello Concerto 1995)
- Nyman Concerto for Cello, Saxophone and orchestra (1996)
- Granville Bantock Sapphic Poem (1999)
- Philip Glass Cello Concerto (2003)
- Andrew Lloyd Webber Phantasia álbum for violin, cello and orchestra (2004)

### Câmara
- Fricker Cello Sonata (1976)
- Ireland Complete Piano Trios (1976)
- Webber Variations (álbum) (1977)
- Britten Third Suite for Cello (1979)
- Debussy Cello Sonata (1979)
- Ireland Cello Sonata (1979)
- Rachmaninov Cello Sonata (1979)
- Arnold Fantasy for Cello (1986)
- Rawsthorne Cello Sonata (1986)
- Britten Cello Sonata (1988)

### Semi-Clássico
- Oasis (1984)

### Coleções
- Travels with my Cello (1984)
- Encore! / Travels with my Cello Vol.2 (1986)
- Cello Song (1993)
- English Idyll (1994)
- Cradle Song (1995)
- Cello Moods (1998)
- Elegy (1999)
- Lloyd Webber Plays Lloyd Webber (2001)
- Celebration (2001)
- Made in England (2003)
- Unexpected Songs (2006)
- Prokofiev Ballade (1988)
- Shostakovich Cello Sonata (1988)
- Fauré Elegie (1990)
- Stanford Cello Sonata No.2 (1991)
- Delius Caprice and Elegy (1993)
- Holst Invocation (1993)
- Grieg Cello Sonata (1995)
- Delius Cello Sonata (1995)
- Bruch Kol Nidrei (1998)